# Myriotrochidae
Myriotrochidae (лат.) — семейство иглокожих из отряда безногие голотурий класса голотурий. У них есть пальцевидные щупальца, несущие по 2-8 пальцев на каждой стороне. Отсутствуют амбулакральные ножки, радиальные каналы и водные лёгкие.
Мягкая стенка тела поддерживается косточками, которые обычно имеют форму колеса с 8 или более спицами.
Это абиссальные голотурии и, возможно, самая глубоководная группа иглокожих: виды родов Myriotrochus и Prototrochus (например, Prototrochus bruuni) были идентифицированы на глубине до 10 687 м.

## Классификация
На ноябрь 2023 года в семейство включают 10 современных и 11 вымерших родов:
- Acanthotrochus Danielssen & Koren, 1881
- Achiridota H.L. Clark, 1908
- Myriotrochus Steenstrup, 1851
- Neolepidotrochus Bohn, 2005
- Parvotrochus Gage & Billett, 1986
- Prototrochus Belyaev & Mironov, 1982
- Psilotrochus Mironov, Minin & Kremenetskaia, 2019
- Siniotrochus Pawson, 1971
- Sonnetrochus Mironov, Minin & Kremenetskaia, 2019
- Trochoderma Théel, 1877
- † Acanthotheelia Frizzell and Exline, 1955
- † Gagesiniotrochus Boczarowski, 2001
- † Hemisphaeranthos Terquem & Berthelin, 1875
- † Acanthorota Kozur and Mostler, 2008
- † Acanthoschizorota Kozur & Mostler, 2008
- † Langepis Kozur and Mostler, 2008
- † Paleochiridota Croneis & McCormack, 1932
- † Rota Langenheim & Epis, 1957
- † Rotoides Gutschick et al., 1967
- † Thalattocanthus Carini, 1962
- † Trematrochus Reich, 2002